# Вошингтон Гроув (Мериленд)
Вошингтон Гроув (енгл. Washington Grove) град је у америчкој савезној држави Мериленд.

## Демографија
По попису из 2010. године број становника је 555, што је 40 (7,8%) становника више него 2000. године.
| Група             | 2000.       | 2010.       |
| Белци             | 479 (93,0%) | 455 (82,0%) |
| Афроамериканци    | 2 (0,4%)    | 22 (4,0%)   |
| Азијати           | 3 (0,6%)    | 41 (7,4%)   |
| Хиспаноамериканци | 21 (4,1%)   | 31 (5,6%)   |
| Укупно            | 515         | 555         |